# Вібромийка

– бризкала; 5 — амортизатори; 6 — зливний поріг; 7 — рама; 8 — електродвигун; 9 — піддон; 10 — завантажувальна лійка; 11 — перехідний патрубок.

Вібромийки — вібраційна промивальна машина.

## Загальний опис
Застосовують для промивання середньо- і важкопромивних матеріалів крупністю до 150 мм із домішками середніх і важких суглинків. Використання вібрацій сприяє підвищенню ефективності процесу дезінтеграції й відділення глини. (рис.). Вібромийки з двома промивними ваннами трубчатої форми (рис. 1а) застосовують для промивки середньопромивних матеріалів, вібромийки з чотирма ваннами (рис. 1б) — для промивки важкопромивних матеріалів.
Вібромийки для промивки середньопромивних матеріалів (рис. 1а) складаються з двох перфорованих в нижній частині промивних ванн 1, з'єднаних між собою траверсами 2. Ванни установлені на рамі 7 на пружинних амортизаторах 5. У центрі системи між ваннами установлений віброзбуджувач 3 дебалансного типу, що надає ваннам поперечні кругові коливання. У верхній частині кожної ванни розміщені бризкальні пристрої 4 для зрошення матеріалу водою. На розвантажувальному кінці ванни є поріг 6 для створення шару матеріалу у ванні, що сприяє кращому його промиванню.
Вихідний матеріал рівномірно завантажується в обидві ванни. Диспергована глина разом з водою видаляється через перфорацію в нижній частині трубчастих ванн. Товщина шару матеріалу в мийці регулюється висотою зливних порогів 6 на розвантажувальному кінці ванни. Митий продукт перед виходом з машини споліскується чистою водою під тиском.
Вібромийка для промивки важкопромивних матеріалів (рис. 1б) являє собою агрегат із двох рядів ванн трубчастого перетину 1, що установлені на амортизаторах 5. Матеріал для промивання разом з водою подається в дезінтеграційні труби верхнього ряду з глухими стінками. Тут під дією кругових коливань, що створюються дебалансним віброзбуджувачем 3, глинисті домішки відділяються і матеріал по перехідному патрубку 11 переміщається в промивні труби нижнього ряду з перфорованими стінками. У нижніх трубах завершується процес відділення глини, промивки і зневоднення матеріалу.
Вібромийки характеризуються високою продуктивністю, малими габаритами, невеликими питомими витратами електроенергії (0,25—1 кВт·год/т) і води (2—3 м3/м3).

## Історія
Прототип сучасної вібромийки описаний у De Re Metallica (Георг Агрікола, 1556 р.):

| Деякі промивають золотоносний пісок у великому промивальному кориті. Воно підвішується в будівлі двома канатами до балки, щоб його легко можна було трясти. У нього всипають пісок і напускають води. Потім корито трясуть. Після цього воду зі шламом виливають, знову наливають чисту, і корито знову трясуть, що повторюють неодноразово. Завдяки цьому частинки золота, які важчі за пісок, осідають у хвостовій частині цього корита, а пісок, як більш легкий, - у передній частині. ...промивне корито має три ручки. За одну беруться руками, коли його трясуть, інші дві служать для підвішування його мотузками до балки або до поперечини, яка лежить у розвилках двох вкопаних у землю стовпів |